# Ronald L. Numbers
Ronald L. Numbers (3 de junio de 1942-24 de junio de 2023) fue un historiador y profesor de Historia de la Ciencia y la Medicina en la Universidad de Wisconsin-Madison, donde enseñó desde 1974.

## Carrera científica
Ha escrito o editado una veintena de libros, entre los que figuran God and Nature: Historical Essays on the Encounter between Christianity and Science (1986, editado con David C. Lindberg), The Creationists (1992), y Darwinism Comes to America (1998). Es coeditor de la obra en ocho volúmenes The Cambridge History of Science.
Durante cinco años (1989-1993) ha sido editor de Isis, la revista emblemática de historia de la ciencia.
Es miembro de la Academia Americana de las Artes y las Ciencias, de la AAAS y presidente tanto de la Sociedad de Historia de la Ciencia (History of Science Society) (2000-2001) como de la Sociedad Americana de Historia de la Iglesia (American Society of Church History).
En 2008 recibió la Medalla Sarton, el más alto honor otorgado por la Sociedad de Historia de la Ciencia.

## Obras
- Ronald L. Numbers, Darrel W. Amundsen (1986). Caring and curing: health and medicine in the Western religious traditions. Johns Hopkins University Press. ISBN 9780801857966.[4]
- David C. Lindberg, Ronald L. Numbers, ed. (1986). God and Nature: Historical Essays on the Encounter Between Christianity and Science. University of California Press. ISBN 9780520056923.

- Ronald L. Numbers (1993). The Creationists. University of California Press. ISBN 9780520083936.[5][6][7]
- Ronald L. Numbers, John Stenhouse (2001). Disseminating Darwinism: The Role of Place, Race, Religion, and Gender. Cambridge University Press. ISBN 9780521011051.[8][9][10]
- Ronald L. Numbers (2007). Science and Christianity in Pulpit and Pew. Oxford University Press. ISBN 9780198043249.
- Ronald L. Numbers (2008). Prophetess of Health: A Study of Ellen G. White. Wm. B. Eerdmans Publishing. ISBN 9780802803955.[11]
- Ronald L. Numbers (1998). Darwinism Comes to America. Harvard University Press. ISBN 9780674193123.[12][13]
- Ronald L. Numbers, ed. (2009). Galileo Goes to Jail and Other Myths about Science and Religion. Harvard University Press. ISBN 9780674054394.[14]
- Ronald L. Numbers, ed. (2010). Galileo fue a la cárcel y otros mitos acerca de la ciencia y la religión. Biblioteca Buridán. ISBN 9788492616664.
- Denis R. Alexander, Ronald L. Numbers (2010). Biology and Ideology from Descartes to Dawkins. University of Chicago Press. ISBN 9780226608426.[15]
- John Hedley Brooke, Ronald L. Numbers (2011). Science and Religion Around the World. Oxford University Press. ISBN 9780195328196.
- Peter Harrison, Ronald L. Numbers, Michael H. Shank (2011). Wrestling with Nature: From Omens to Science. University of Chicago Press. ISBN 9780226317830.
- Charles L. Cohen, Ronald L. Numbers, ed. (2013). Gods in America: Religious Pluralism in the United States. Oxford University Press. ISBN 9780199931927.
- Lindberg, David C.; Numbers, Ronald L. (2003). When Science and Christianity Meet (en inglés). University of Chicago Press. ISBN 9780226482149. Consultado el 4 de junio de 2016.[16]